# Pudergräsmal
Pudergräsmal, Elachista elsaella är en fjärilsart som beskrevs av Ernst Christian Traugott-Olsen 1988. Pudergräsmal ingår i släktet Elachista, och familjen gräsmalar, Elachistidae. Arten är reproducerande i Sverige.